# Wonosalam (plaats in Jombang)
Wonosalam is een bestuurslaag in het regentschap Jombang van de provincie Oost-Java, Indonesië. Wonosalam telt 6968 inwoners (volkstelling 2010).